# Sandra Day O'Connor
Sandra Day O'Connor (El Paso, 26 de março de 1930 — Phoenix, 1 de dezembro de 2023) foi uma jurista estadunidense, que foi juíza associada da Suprema Corte dos Estados Unidos de 25 de setembro de 1981 a 31 de janeiro de 2006.

## Biografia
Casou-se com John Jay O'Connor III em 1952 e teve três filhos: Scott, Brian e Jay. Graduou-se e doutorou-se na Universidade de Stanford.
O'Connor foi Subprocuradora do Condado de San Mateo, Califórnia, de 1952 a 1953, agiu como advogada civil para o Centro Mercantil Quatermaster de Frankfurt da Alemanha de 1954 a 1957, desempenhou o papel da advocacia em Marivale, Arizona, de 1958 a 1960, atuou como Subprocuradora Geral do Arizona de 1965 a 1969. A jurista foi nomeada senadora pelo estado de Arizona em 1969 e posteriormente se reelegeu por dois períodos bienais, se elegeu juíza do Tribunal do Condado de Maricopa em 1975 e exerceu o cargo até 1979 e, no mesmo ano, ingressou no Tribunal de Apelações do Arizona, permanecendo nele até 1981.
O presidente Ronald Reagan a nomeou juíza associada da Suprema Corte dos Estados Unidos, cargo que assumiu em 25 de Setembro de 1981. Aposentou-se em 31 de Janeiro de 2006.
Marcou, a exemplo de seu predecessor Potter Stewart, sua magistratura pela moderação e equilíbrio entre o conservadorismo em questões penais e o liberalismo em questões sobre o direito ao aborto.
Recebeu a Medalha Benjamin Franklin por Serviço Público de Destaque de 2003.
Sandra faleceu em 1 de dezembro de 2023, aos 93 anos. Ela tinha complicações de um Alzheimer.